# Gornja Mlinoga
Gornja Mlinoga – wieś w Chorwacji, w żupanii sisacko-moslawińskiej, w mieście Petrinja. W 2011 roku liczyła 33 mieszkańców.